# Mihail Pavlovics Dmitrijev
Mihail Pavlovics Dmitrijev (Moszkva, 1907. november 21. – Moszkva, 1965. október 23.) szovjet nemzeti labdarúgó játékvezető és jégkorong bíró.

## Pályafutása

### Nemzeti játékvezetés
Játékvezetésből Moszkvában vizsgázott. Vizsgáját követően a Moszkvai Labdarúgó-szövetség által üzemeltetett labdarúgó bajnokságokban kezdte sportszolgálatát. A Szovjet Labdarúgó-szövetség Játékvezető Bizottságának (JB) minősítésével  1938-tól az Viszsaja liga játékvezetője. Küldési gyakorlat szerint rendszeres partbírói szolgálatot is végzett. A nemzeti játékvezetéstől 1958-ban visszavonult. Viszsaja liga mérkőzéseinek száma: 171. A szovjet-orosz mérkőzésvezetői örök ranglistán (2009 bajnoki év végével) a 16. helyen állt.

#### Nemzeti kupamérkőzések
Vezetett kupadöntők száma: 1

##### Szovjet labdarúgókupa
| Időpont           | Helyszín                | Mérkőzés típusa | Mérkőzés                                | Eredmény | Nézők száma |
| ----------------- | ----------------------- | --------------- | --------------------------------------- | -------- | ----------- |
| 1970. október 20. | Dinamó Stadion, Moszkva | döntő           | FK Szpartak Moszkva–SZK Dinamo Tbiliszi | 2 – 2    | 70 000      |

## Szakmai sikerek
A Szovjetunióban elismerésül, a 100 első osztályú bajnoki mérkőzés vezetését követően arany, 80 esetében ezüst, 60 esetében bronz jelvényt kaptak a játékvezetők. Mindhárom elismeréssel rendelkezik. Háromszor (1948, 1950, 1951) szerepelt az Év Játékvezetője legjobb 10 ragsorában.